# MystFest
International Mystery Film Festival of Cattolica – włoski festiwal filmowy, odbywający się dorocznie w gminnym miasteczku Cattolica. Podczas imprezy wyróżniane są filmy fabularne (kryminały, thrillery, horrory), jak i współtwórcy projektu, w tym plejada aktorstka.